# Avro 557 Ava

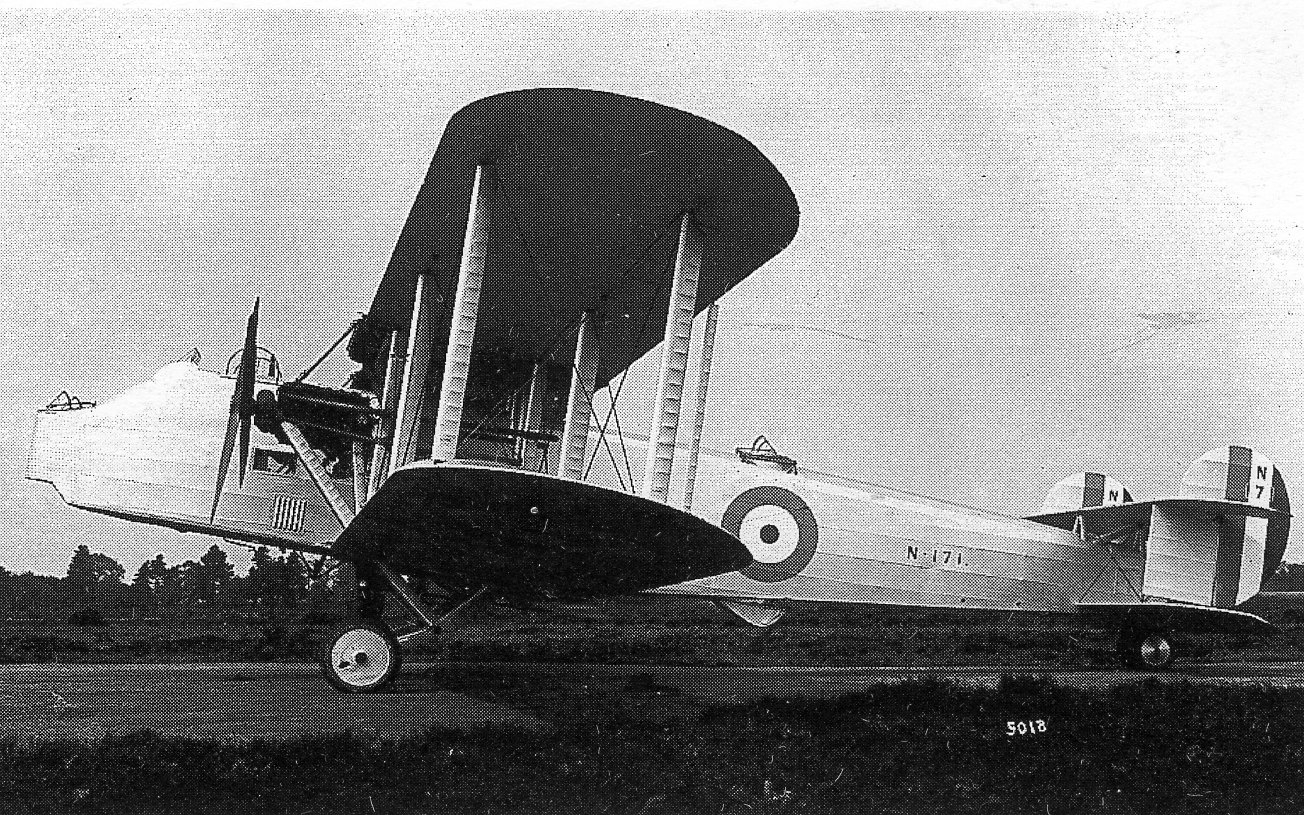
Avro 557 Ava

Avro Type 557 Ava var ett brittiskt tvåmotorigt torpedflygplan av biplantyp. Planet utvecklades av Avro för Royal Air Force, men betraktades inte som lyckat. Endast två prototyper byggdes därför.